# Takashi Hirata
Takashi Hirata (平田 孝 (Hirata Takashi?); Tokyo, 15 gennaio 1936) è un lottatore giapponese, specializzato nella lotta greco-romana.

## Biografia
Ai mondiali di Theren 1959 si classificò quinto.
Rappresentò il Giappone alle Olimpiadi di Roma 1960 nel torneo dei pesi mosca dove giunse al quinto turno e perse ai punti contro il lottatore della Repubblica Araba Unita Osman El-Sayed l'incontro decisivo per il podio.

## Palmarès
| Anno | Manifestazione  | Sede    | Evento              | Risultato | Note |
| ---- | --------------- | ------- | ------------------- | --------- | ---- |
| 1959 | Mondiali        | Teheran | Pesi mosca (-52 kg) | 5º        |      |
| 1960 | Giochi olimpici | Roma    | Pesi mosca (-52 kg) | 4º        |      |

### Altre competizioni internazionali
1958
4º nei pesi mosca alla Coppa del Mondo ( Sofia)